# Мовіла (Нікулешть, Димбовіца)
Мовіла (рум. Movila) — село у повіті Димбовіца в Румунії. Входить до складу комуни Нікулешть.
Село розташоване на відстані 28 км на північ від Бухареста, 48 км на південний схід від Тирговіште, 112 км на південь від Брашова.

## Населення
За даними перепису населення 2002 року у селі проживали 826 осіб, усі — румуни. Усі жителі села рідною мовою назвали румунську.